# Sint-Antoniuskapel (Maastricht)

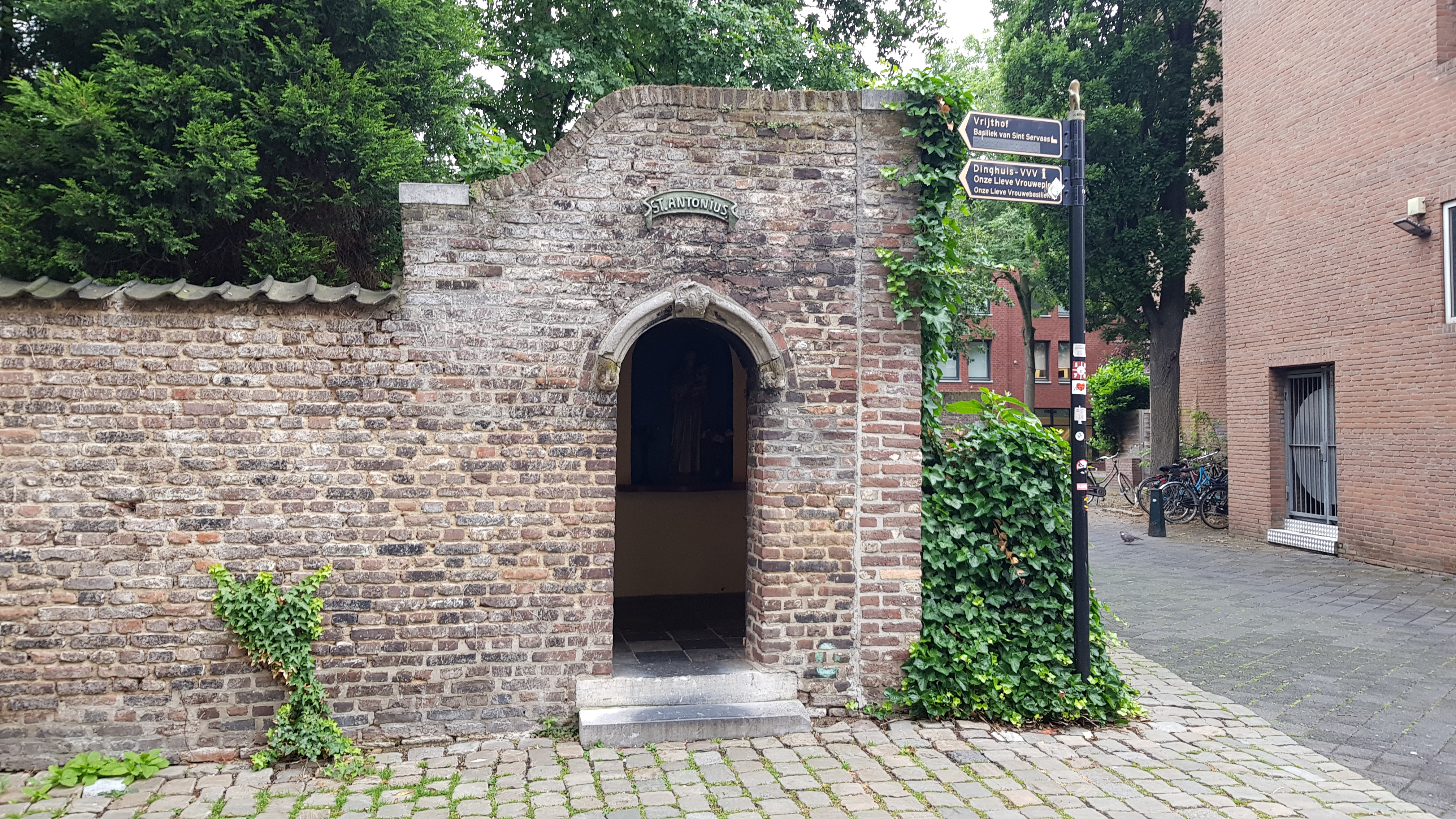
De Sint-Antoniuskapel

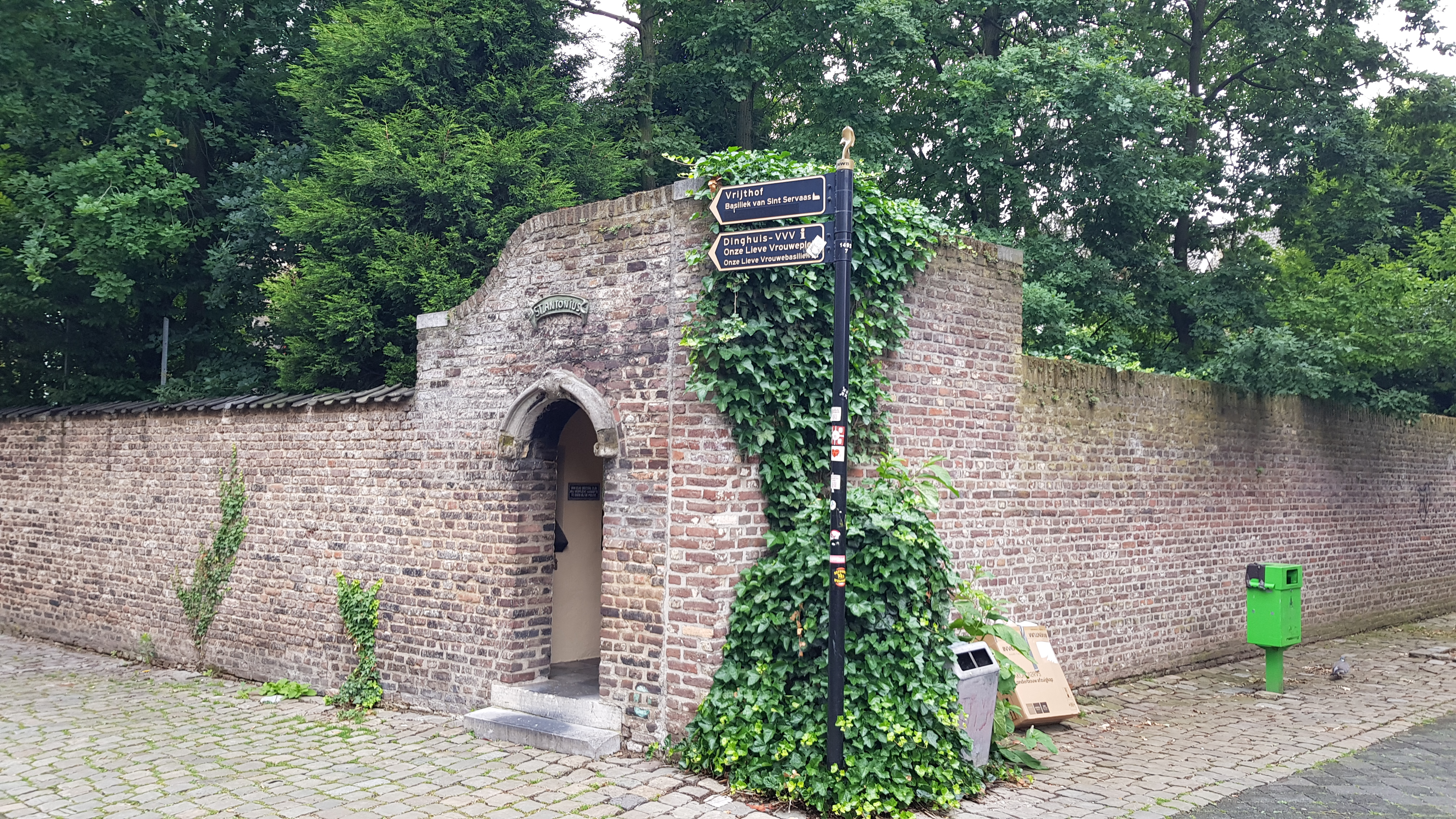
De Sint-Antoniuskapel

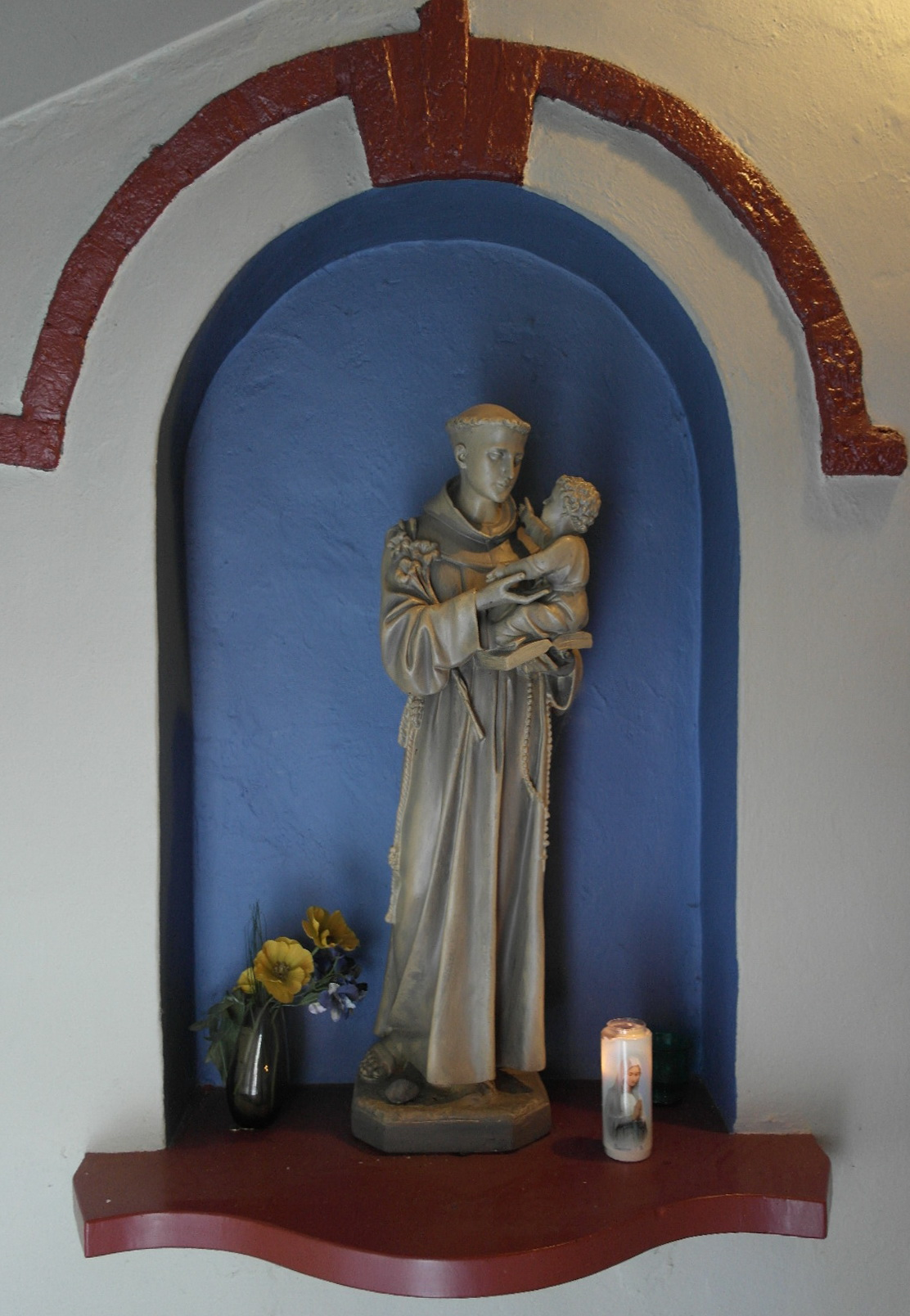
Het beeld in de kapel

De Sint-Antoniuskapel is een kapel in Maastricht-Centrum in de Nederlands Zuid-Limburgse gemeente Maastricht. De kapel staat in Maastricht-Centrum in het Boschstraatkwartier aan de Maastrichter Pastoorstraat op de hoek met de Hochterpoort ten noorden van de Markt en ten noordoosten van de Sint-Matthiaskerk.
De kapel is gewijd aan Antonius van Padua.

## Geschiedenis
In 1805 werd de Broederschap van de H. Antonius van Padua opgericht. De bouw van de kapel is waarschijnlijk gerelateerd op de oprichting van dit broederschap en stond toen achter de Sint-Matthiaskerk op het kerkhof. Het kerkhof werd opgeheven en omgevormd tot ommuurde pastorietuin, waarbij de ingang van de kapel verplaatst werd naar de straat buiten de ommuring.

## Bouwwerk
De bakstenen kapel is onderdeel van een tuinmuur van veldbrandsteen en staat op de hoek van de straat. In de linker gevel is een klein rechthoekig venster aangebracht. In de gevel aan de straatzijde bevindt zich de rondboogvormige toegang met een boog die uitgevoerd is in natuursteen voorzien van voluten. De toegang wordt afgesloten met een smeedijzeren hek. Boven de ingang is een banderol aangebracht met de tekst ST. ANTONIUS.
De kapel heeft geen altaar, maar in de achterwand bevindt een blauw geschilderde rondboogvormige nis waarin het beeld van de heilige Antonius geplaatst is. Het beeld toont de heilige in monnikspij en draagt op zijn linkerarm het kindje Jezus. De rondboognis heeft een donkerrode sluitsteen en op de wand is rond de nis een rondboog geschilderd in dezelfde kleur.